# Olympische Zwischenspiele 1906/Teilnehmer (Belgien)
| Gelbes Symbol für Goldmedaillen mit stilisierten Olympischen Ringen | Graues Symbol für Silbermedaillen mit stilisierten Olympischen Ringen | Braundes Symbol für Bronzemedaillen mit stilisierten Olympischen Ringen |
| ------------------------------------------------------------------- | --------------------------------------------------------------------- | ----------------------------------------------------------------------- |
| 2                                                                   | 1                                                                     | 3                                                                       |

Belgien nahm an den Olympischen Zwischenspielen 1906 in Athen, Griechenland, mit 13 Sportlern teil. Dabei konnten die Athleten zwei Gold-, eine Silbermedaille und drei Bronzemedaillen gewinnen.

## Medaillengewinner

### Olympiasieger
| Name              | Sportart | Wettkampf          |
| ----------------- | -------- | ------------------ |
| Cyrille Verbrugge | Fechten  | Degen Fechtmeister |
| Cyrille Verbrugge | Fechten  | Säbel Fechtmeister |

### Zweiter
| Name        | Sportart       | Wettkampf       |
| ----------- | -------------- | --------------- |
| Léon Dupont | Leichtathletik | Standhochsprung |

### Dritter
| Name                                                                             | Sportart | Wettkampf         |
| -------------------------------------------------------------------------------- | -------- | ----------------- |
| Constant Cloquet Edmond Crahay Philippe Le Hardy de Beaulieu Fernand de Montigny | Fechten  | Degen Mannschaft  |
| Eugène Debongnie                                                                 | Radsport | 1000 m Zeitfahren |
| Marcel Dubois                                                                    | Ringen   | Schwergewicht     |

## Teilnehmer nach Sportarten

### Fechten
- Constant Cloquet
Florett Einzel: Vorrunde
Degen Mannschaft:  Dritter

- Edmond Crahay
Florett Einzel: Vorrunde
Degen Einzel: Vorrunde:
Degen Mannschaft:  Dritter

- Philippe Le Hardy de Beaulieu
Degen Mannschaft:  Dritter

- Fernand de Montigny
Florett Einzel: Vorrunde
Degen Einzel: Vorrunde:
Degen Mannschaft:  Dritter

- Cyrille Verbrugge
Degen Fechtmeister:  Olympiasieger
Säbel Fechtmeister:  Olympiasieger

### Gewichtheben
- Marcel Dubois
Einarmig, links und rechts: Achter
Beidarmig: Siebter

### Leichtathletik
- Léon Dupont
Hochsprung: k. A.
Standhochsprung:  Zweiter
Standweitsprung: Vierter

- Jules Lesage
Marathon: DNF

### Radsport
- Eugène Debongnie
1000 m Zeitfahren:  Dritter
333,33 m Zeitfahren (Bahnrunde): Fünfter
5000 m Bahnfahren: Vorrunde

- François Verstraeten
20 km Bahnfahren mit Schrittmacher: DNS

- Romeo Verschelden
Straßenrennen Einzel: Vierter
20 km Bahnfahren mit Schrittmacher: Vorrunde

### Ringen
- René Dobrinovitz
Leichtgewicht: Vierter

- Marcel Dubois
Schwergewicht:  Dritter

- Sauveur
Mittelgewicht: Fünfter

### Schießen
- Troffaes
Militärgewehr (300 m): 32.